# Stanislava Moravcová
Stanislava Moravcová (* 21. prosince 1954) je bývalá česká politička, bývala členka Zastupitelstva městské části Praha 1, v letech 2003 až 2005 předsedkyně strany Věci veřejné.
Stanislava Moravcová vystudovala ekonomii. V roce 2001 byla jednou z vůdčích postav iniciativy vystupující proti podivné privatizaci obecních bytů v městské části Praha 1. Z této iniciativy se zrodila strana Věci veřejné, jejíž druhou předsedkyní se stala v lednu 2003. V komunálních volbách v roce 2002 byla zvolena za VV členkou Zastupitelstva MČ Praha 1 (mandát vykonávala do roku 2006). Byla rovněž spoluzakladatelkou společnosti Věci veřejné, s.r.o., která byla v roce 2006 přejmenována na Vydavatelství Pražan, spol. s r.o. Kolem roku 2004 však přicházejí do VV podnikatelé napojení na ABL, kteří stranu postupně ovládli. Stanislava Moravcová z VV odešla, na postu předsedkyně ji v březnu 2005 nahradil Jaroslav Škárka.